# Dodwell-Maler

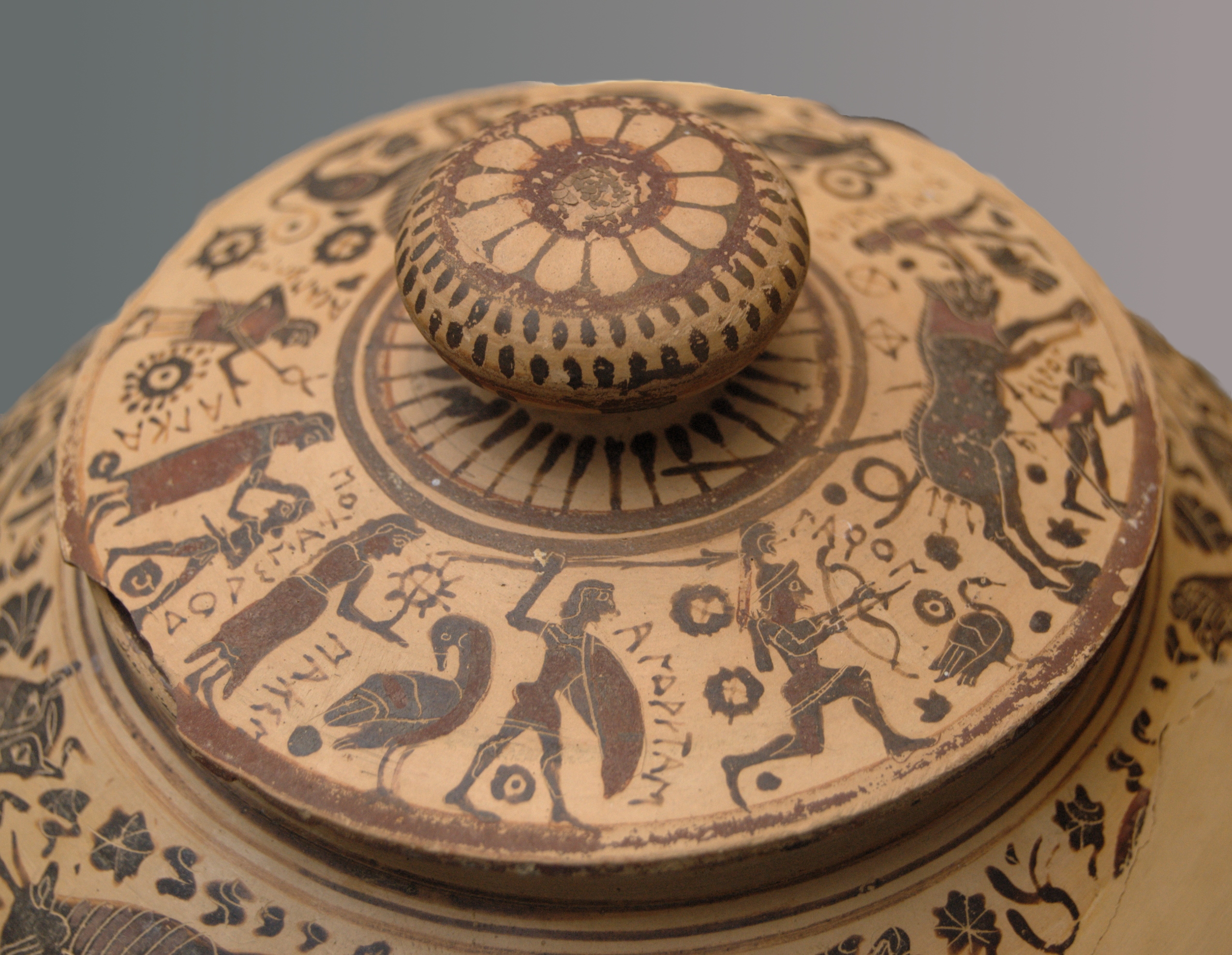
Deckel der Dodwell-Pyxis

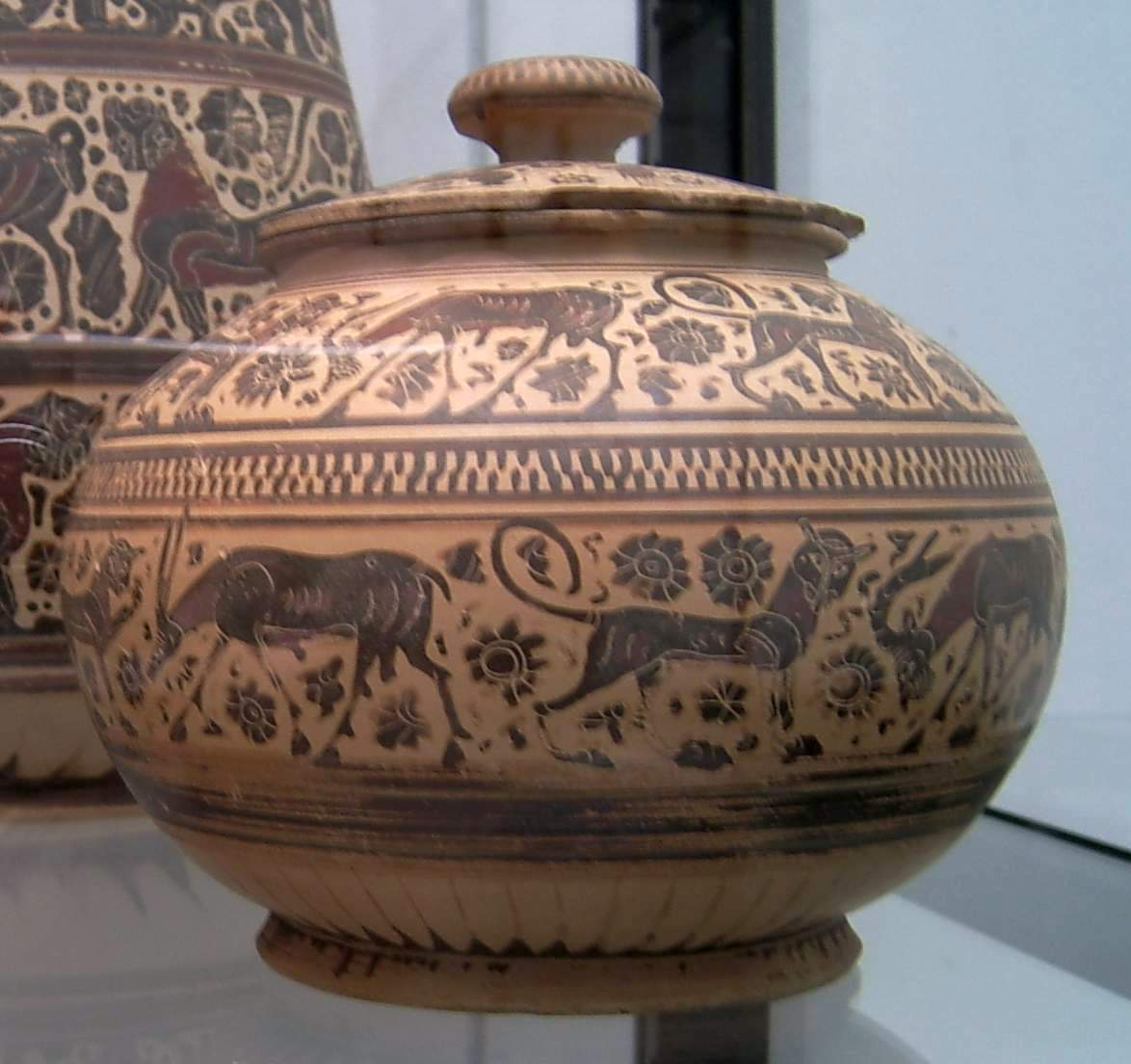
Dodwell-Pyxis

Der Dodwell-Maler war ein mit einem Notnamen bezeichneter antiker griechischer Vasenmaler, der seine Werke im korinthisch-schwarzfigurigen Stil verzierte. Er arbeitete während der Mittel- und Spätkorinthischen Phase des Stils (etwa 600 bis 550 v. Chr.), seine Werke werden etwa zwischen die Jahre 580 und 570 v. Chr. datiert.
Der Dodwell-Maler war einer der bedeutendsten korinthischen Vasenmaler seiner Zeit. Er verzierte vor allem Pyxiden und Oinochoen, aber auch Halsamphoren und Hydrien. Er bemalte die Vasen zumeist mit Tier- oder Reiterfriesen. Von herausragender Bedeutung ist eine Pyxis in den Staatlichen Antikensammlungen in München, die als Dodwell-Pyxis bezeichnet wird. Sie zeigt auf dem Deckel die Kalydonische Eberjagd und daneben weitere mythologische Figuren, darunter Agamemnon, die sich nicht an der Jagd beteiligen. Die Beischriften gehören zum Teil allerdings nicht zu den beschriebenen Figuren. Daneben findet sich eine weitere bedeutende Vase im Museo Nazionale Etrusco di Villa Giulia in Rom. Auf einer Olpe sind auf einem Fries mehrere Komasten dargestellt, die um einen Krater tanzen, auf einem zweiten Fries Herakles, wie er gegen die Hydra kämpft. Im Allgemeinen sind seine Bilder routiniert, aber nicht übermäßig präzise gezeichnet. Ihm werden etwa 70 verzierte Gefäße zugewiesen, nach Darrell A. Amyx lassen sich weitere zehn Maler stilistisch in den Umkreis des Dodwell-Malers weisen. Auch sie bemalten überwiegend Pyxiden und Oinochoen mit Tierfriesen. Hinzu kommen diverse Nachfolger, deren Werke sich auf die des Dodwell-Malers zurückführen lassen.